# (15699) Lyytinen
(15699) Lyytinen est un astéroïde de la ceinture principale.

## Description
(15699) Lyytinen est un astéroïde de la ceinture principale. Il fut découvert le 6 novembre 1986 à la station Anderson Mesa par Edward L. G. Bowell. Il présente une orbite caractérisée par un demi-grand axe de 2,36 UA, une excentricité de 0,22 et une inclinaison de 4,1° par rapport à l'écliptique.

## Compléments